# Vår!
Vår! – Skådespel i två avdelningar är en pjäs av Alfhild Agrell, aldrig uppförd men utgiven i bokform 1889. 2012 utgavs den i samlingen Dramatiska arbeten.

## Handling
Vår! handlar om den 23-åriga Elena, uppvuxen i ett välbärgat hem i Stockholm. Hon är modeintresserad, förtjust i att gå på bal och förlovad med medicinkandidaten Ivar. Det på ytan lyckliga hemmet tyngs dock av moderns psykiska ohälsa som hon fått av sorgen över att ha förlorat två av sina söner. Moderns känslomässiga utfall gör att Elena lämnar hemmet och reser till en prästgård för att gå i hushållslära. Där blir hon passionerat förälskad i Erik, ett gräsrotsbarn som har arbetat sig uppåt och blivit en välbeställd guldsmedsgesäll. Elena bryter sin förlovning med Ivar och gifter sig med Erik, trots sin fars protester. Hon följer med honom till Norrland.
Fyra år fortlöper vilka präglar Elena hårt. Hon mister sina barn och sin far och därtill blir Erik långvarigt sjuk. För att livnära sig startar Elena en kaférörelse. En dag besöks hon oväntat av barndomsvännen Fanny som bjuder henne till en bal. Där träffar hon Ivar som förklarar att han ska göra allt för att vinna tillbaka henne.
Den lilla staden präglas av politiska oroligheter. Erik intar en medlande ställning i frågan vilket förargar Elena. Hon ställer ett ultimatum: gå med i arbetarnas strejk eller så lämnar hon honom. Erik håller tal mot strejken inför en uppretad publik. Samtidigt fantiserar Elena om hur obekymrat ett liv tillsammans med Ivar skulle vara. Till slut inser hon dock att ett liv i lyx hos honom skulle bli ett sysslolöst och avskyvärt liv. Hon omfamnar Erik och utanför är det vår.

## Personer
Första avdelningen
- Revisor Richerts
- Hans hustru
- Elena, deras dotter
- Ivar Vide, medicine kandidat
- Pastor Holm
- Pastorskan Holm
- Doktor Gustaf, deras son
- Lisa, deras dotter
- Erik Ström, guldsmedsgesäll
- Johannes, ung student
- Enkefru Fanny Hellner
- Marta, inackorderad
- Amanda, inackorderad
- Kristin, tjänarinna

Andra avdelningen
- Elena
- Erik
- Ivar
- Farbror
- Fanny
- Fru Ström
- Fru Bergqvist
- Hennes nåd af Eke
- Artisten, hennes son
- Greta, hennes dotter
- Kapten Holt
- Fabrikör Kull
- Fru Kull
- Löjtnant Sabelspets
- En ordensprydd herre
- En schackspelare
- Förste balkavaljeren
- Andre balkavaljeren
- Sofi, tjänarinnor
- Hedda
- Janne, dräng
- Kafégäster
- Balgäster

## Om pjäsen
Agrell hade färdigställt Vår! redan 1887, men tryckningen kom att fördröjas till 1889. Pjäsen består av sex akter fördelade på två avdelningar "som egentligen bilda två pjeser för sig, varierande samma motiv på olika plan".